# Валдбрајтбах
Валдбрајтбах (њем. Waldbreitbach) општина је у њемачкој савезној држави Рајна-Палатинат. Једно је од 62 општинска средишта округа Нојвид. Према процјени из 2010. у општини је живјело 1.854 становника. Посједује регионалну шифру (AGS) 7138076.

## Географски и демографски подаци
Валдбрајтбах се налази у савезној држави Рајна-Палатинат у округу Нојвид. Општина се налази на надморској висини од 140 метара. Површина општине износи 6,4 km². У самом мјесту је, према процјени из 2010. године, живјело 1.854 становника. Просјечна густина становништва износи 290 становника/km².

## Међународна сарадња
| Мјесто | Држава    | Врста сарадње | Од    |
| ------ | --------- | ------------- | ----- |
|        | Француска | партнерство   | 1966. |
| Извор  |           |               |       |